# George M. Humphrey
George Magoffin Humphrey, född 8 mars 1890 i Cheboygan County i Michigan, död 20 januari 1970 i Cleveland i Ohio, var en amerikansk republikansk politiker, affärsman och advokat.
Humphrey avlade både grundexamen och juristexamen vid University of Michigan och inledde 1912 sin karriär som advokat. Han arbetade i fem år på faderns advokatbyrå i Saginaw och anställdes sedan 1917 av stålindustriföretaget M. A. Hanna and Company. Han arbetade för dem i 35 år och avancerade till verkställande direktör.
Som USA:s finansminister 1953-1957 var han en av de mest inflytelserika medlemmarna av Dwight D. Eisenhowers kabinett. Eisenhower sade en gång om honom: When George speaks, we all listen. ("När George talar, lyssnar vi alla.")
Han arbetade för en balanserad budget och strikta gränser för socialbidrag och utvecklingsbistånd. Han ansåg att om USA inte håller statsutgifterna på låg nivå, hotas landet av en ekonomisk depression.
Efter tiden som finansminister återvände han först till M. A. Hanna and Company och blev sedan styrelseordförande för National Steel Corporation. Han avled 1970 på universitetssjukhuset i Cleveland. Hans grav finns på Clevelands Lake View Cemetery.